# Nikolaus von Ybbs
Nikolaus von Ybbs (* zwischen 1270 und 1280 in Ybbs an der Donau; † 11. Oktober 1340 in Oberalteich) war Bischof von Regensburg.

## Leben
Nikolaus stammte vermutlich aus einer Ybbser Patrizierfamilie und studierte wahrscheinlich von 1302 bis 1306 an der Universität Bologna Rechtswissenschaften. Er tritt früh als Mitglied der königlichen Kanzlei in Erscheinung; unter König Albrecht I. war er bereits Schreiber, spätestens unter Heinrich VII. dann königlicher Notar. 
1307 wird er als Kustos der Eichstätter Kirche erwähnt und war wohl auch Kanonikus im Regensburger Domkapitel. 1310 nahm Nikolaus an Heinrichs Italienzug teil. 1312 kehrte er zurück und diente Heinrichs Sohn Johann von Luxemburg als Consultor und Protonotar in dessen Kanzlei. Am 19. März 1313 wurde Nikolaus schließlich zum Bischof von Regensburg gewählt.
Im Thronstreit zwischen Ludwig dem Bayern und Friedrich dem Schönen stand Nikolaus auf Ludwigs Seite. Friedrich der Schöne und sein Bruder Leopold verwüsteten daher Güter des Hochstifts. Auch in Ludwigs Konflikt mit Papst Johannes XXII. diente Nikolaus weiter dem Wittelsbacher König unter anderem als Kanzler und Berater. Dem Kirchenbann über König Ludwig IV. folgte für Regensburg das Interdikt.
Durch eine harte Besteuerung des Klerus gelang ihm die Tilgung von Schulden und er konnte die Herrschaft Donaustauf aus der Pfandschaft auslösen. Der Streit um Rechte im Kloster Sankt Emmeram fand auch unter Nikolaus seine Fortsetzung, Abt Balduin reiste eigens zum Papst nach Avignon, um Bestätigungen zu erlangen. Die Verhandlungen zogen sich soweit in die Länge, dass er dort schließlich verstarb. In einer Bulle von 1326 wurde von Papst Johannes XXII. die Exemtion (die Selbstständigkeit) des Klosters bestätigt.
Aus der Zeit von Nikolaus stammt auch das erste Pfarreiverzeichnis des Bistums Regensburg. Es entstand um 1326. Verordnungen über das Leben in Siechenhäusern lassen auf einen lockeren Lebenswandel schließen. Unter dem Vorwurf der Hostienschändung wurden in Deggendorf Juden ermordet. Nach einer Legende steht die Erbauung der Deggendorfer Gnad in diesem Zusammenhang.
Nikolaus starb im Kloster Oberalteich und wurde auch dort begraben. Nach seinem Tod entstand bei der Wahl seines Nachfolgers ein Schisma.